# Panikarcea, Kaharlîk
Panikarcea (în ucraineană Панікарча) este un sat în comuna Kuzmînți din raionul Kaharlîk, regiunea Kiev, Ucraina.

## Demografie
Componența lingvistică a localității Panikarcea
     Ucraineană (96,17%)
     Rusă (3,51%)
Conform recensământului din 2001, majoritatea populației localității Panikarcea era vorbitoare de ucraineană (96,17%), existând în minoritate și vorbitori de rusă (3,51%).